# Lithiumnitraat
Lithiumnitraat is het lithiumzout van salpeterzuur, met als brutoformule LiNO3. De stof komt voor als witte tot lichtgele kristallen, die zeer goed oplosbaar zijn in water.

## Synthese
Lithiumnitraat kan bereid worden door reactie van lithiumhydroxide of lithiumcarbonaat met salpeterzuur:
{\displaystyle {\ce {LiOH + HNO3 -> LiNO3 + H2O}}}
{\displaystyle {\ce {Li2CO3 + 2HNO3 -> 2LiNO3 + H2O + CO2}}}

## Eigenschappen
Lithiumnitraat ontleedt bij verhitting en daarbij worden lithiumoxide, stikstofdioxide en zuurstofgas gevormd:
{\displaystyle {\ce {4LiNO3 -> 2Li2O + 4NO2 + O2}}}
Deze ontledingsreactie is anders dan bij de nitraten van andere alkalimetalen: zij ontleden tot de overeenkomstige nitrieten en zuurstofgas. De oorzaak dat hier het oxide wordt gevormd is dat het lithiumkation zeer klein is en een hoge ladingsdichtheid bezit.

## Toepassingen
Lithiumnitraat wordt in de pyrotechniek gebruikt om een rode kleur aan vuurwerk te geven. Daarnaast kan het gebruikt worden om andere lithiumverbindingen aan te maken of als oxidator in reacties.